# Naomhán
Naomhán – irlandzkie imię męskie złożone ze słów naomh - "święty" oraz àn - zdrabniającego przyrostka. Imię to oznacza więc "małego świętego" - tym mianem określano też pomniejszych świętych w irlandzkim folklorze.
W języku szkockim jest znane jako Niven, a angielskim - Nevan.